# Cybaeus tardatus
Espèce
Synonymes
- Parauximus tardatus Chamberlin, 1919
- Namopsilus pletus Chamberlin, 1919

Cybaeus tardatus est une espèce d'araignées aranéomorphes de la famille des Cybaeidae.

## Distribution
Cette espèce est endémique de Californie aux États-Unis,. Elle se rencontre dans le comté de Los Angeles vers Claremont et Pasadena.

## Description
La carapace du mâle holotype mesure 2,2 mm de long sur 2,50 mm.

## Systématique et taxinomie
Cette espèce a été décrite sous le protonyme Parauximus tardatus par Chamberlin en 1919. Elle est placée dans le genre Cybaeus par Chamberlin en 1924.

## Publication originale
- Chamberlin, 1919 : « New Californian spiders. » Journal of Entomology and Zoology, vol. 12, p. 1-17 (texte intégral).